# Ophiorrhiza solomonensis
Ophiorrhiza solomonensis är en måreväxtart som beskrevs av Elmer Drew Merrill och Lily May Perry. Ophiorrhiza solomonensis ingår i släktet Ophiorrhiza och familjen måreväxter. Inga underarter finns listade i Catalogue of Life.